# Alexei Iwanowitsch Butakow

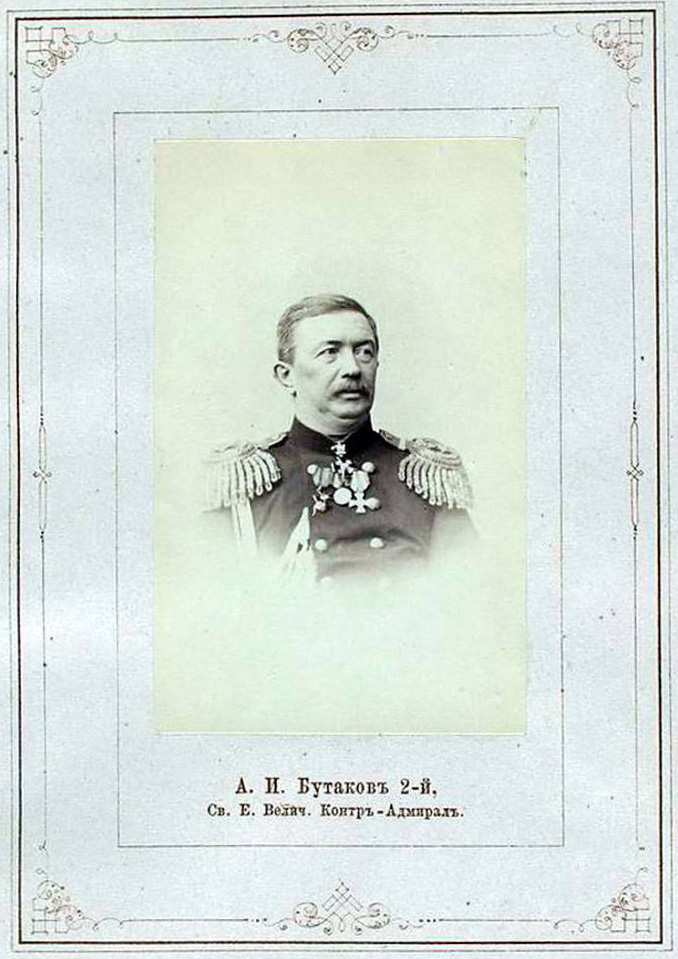
Alexei Iwanowitsch Butakow (in einem Buch von 1865)

Alexei Iwanowitsch Butakow (russisch Алексей Иванович Бутаков; * 7. Februarjul. / 19. Februar 1816greg. in Kronstadt; † 28. Junijul. / 10. Juli 1869greg. in Schwalbach) war ein russischer Admiral und Forschungsreisender.
Durch seine Forschungsarbeiten, die sich zwischen 1848 und 1849 auf das Gebiet des Aralsees bezogen, erhielt Butakow eine Auszeichnung aufgrund seines außerordentlichen Dienstes. Während dieser Forschungsreise freundete er sich mit Taras Schewtschenko an, der als Künstler an der Expedition teilnahm.
1850 gab die russische Marine eine Karte des Aralsees heraus, die von Butakow erstellt wurde. Ab 1853 widmete er sich der Erforschung des Flusses Syrdarja, den er vollständig befuhr und teilweise bis zum Fort Perowski aufnahm. In den 1850er Jahren untersuchte er des Weiteren noch das Amudarjadelta, zwischen 1858 und 1859 vertiefte er seine Studien in diesem Gebiet.
Durch Berichte in englischen und deutschen zeitgenössischen Zeitschriften wurde er auch international bekannt.

## Werke
- Butakov, Aleksei Ivanovich: Tagebuch der Aralsee-Expedition 1848/49. Übersetzt und herausgegeben von Max-Rainer Uhrig. Zell 2008. ISBN 978-3-00-025187-0